# Convegno di Peschiera
Il convegno di Peschiera tra gli Alleati della prima guerra mondiale si tenne nell'omonima città veneta l'8 novembre 1917 e portò all'ufficializzazione delle decisioni prese durante la Conferenza di Rapallo.

## I partecipanti
Alla conferenza di Rapallo erano state prese delle decisioni da parte dei governi dei tre paesi Alleati: Italia, Francia e Regno Unito. Durante il convegno di Peschiera del Garda si aggiunse il re Vittorio Emanuele III che, facendo proprie le decisioni già precedentemente concordate, ratificò in maniera cerimoniale le stesse.
La rappresentanza francese era composta dal presidente del Consiglio Paul Painlevé e dal ministro di Stato Henry Franklin-Bouillon. Per il Regno Unito furono presenti il premier Lloyd George e il generale Jan Smuts.

### L'incontro
Come da cerimoniale, il re espose le cause che secondo lui avevano determinato la ritirata italiana, e cioè la densissima nebbia, che aveva reso impossibile l'uso dell'artiglieria, e la mancanza di ufficiali italiani di carriera che avrebbero potuto manovrare la ritirata, visto che gli ufficiali giovani non avevano abbastanza istruzione e carisma per tenere il polso della situazione, così come i soldati, anch'essi non sufficientemente abili in caso di ritirata; disse poi che s'era data eccessiva importanza alla propaganda pacifista nell'esercito italiano, a causa dei socialisti e del clero, ma che riteneva che ciò non avesse scosso il morale delle truppe, mentre invece attribuì maggiore importanza alla lunga durata della guerra, che stancava e soprattutto deprimeva i soldati, specie quelli di ritorno da una licenza, che potevano osservare come le loro famiglie soffrissero anch'esse per lo sforzo bellico; per quanto riguardava le accuse di tradimento, il re non se ne mostrò preoccupato.
Riguardo alla ritirata, il re osservò che quella della III Armata era andata bene, mentre la II Armata era stata la più provata, aggiungendo però che in breve tempo essa sarebbe stata riorganizzata e ribadendo che non riteneva che il morale delle truppe fosse seriamente turbato; circa le tre divisioni poste nel Cadore, il re disse che solo una s'era ritirata regolarmente, mentre delle altre due non si aveva notizia da qualche giorno. Riguardo al futuro, il re affermò che la linea del Piave poteva essere certamente tenuta, argomentando che sulla riva destra erano già stati piazzati 400 cannoni di grosso e medio calibro e 600 da campo, che si stavano già scavando delle trincee e che gli argini del fiume fornivano eccellente copertura. Poi il re commentò che, se si fosse persa la linea del Piave, Venezia sarebbe caduta in mani nemiche, il che avrebbe peggiorato molto la situazione navale (con la flotta costretta a ritirarsi a Brindisi e a Taranto) e anche il morale del Paese; quindi ribadì che bisognava tenere il Piave, il cui unico punto debole era, a suo parere, la parte settentrionale, dove puntavano le forze tedesche; infatti, se esse avessero passato l'Alto Piave e preso il Monte Grappa, avrebbero potuto aggirare il Piave, costringendo il Regio Esercito a un'ulteriore ritirata; anche su questo punto, però, il re mostrò di aver fiducia nei suoi soldati.
Lloyd George rispose chiedendo a gran voce un cambiamento dello Stato Maggiore italiano, chiedendo ciò nell'interesse dei soldati italiani, ma anche di quelli inglesi e francesi, che sarebbero giunti a breve in Italia. Il re rispose che, pur non essendo del tutto d'accordo con le critiche mossegli rispetto al generale Cadorna, pensava di dover tener conto delle critiche espresse a suo riguardo e affermò che il suo governo aveva già deciso di sostituirlo col generale Diaz che, sebbene fosse relativamente giovane, era molto considerato come studioso di scienza militare e godeva della sua piena fiducia, tanto che l'aveva designato lui stesso tra i suoi ufficiali; aggiunse poi che il governo aveva deciso di porgli accanto il generale Giardino, uomo di grande energia esecutiva che sarebbe stato molto utile a Diaz.
Lloyd George osservò che, secondo il parere dei militari inglesi e francesi, non era stato fatto il miglior uso delle quattro divisioni francesi in Italia, inviandole nelle Valli Giudicarie invece che in Alto Adige o sull'altopiano di Asiago, aggiungendo che i francesi e gli inglesi avrebbero voluto che fossero gli stessi generali Wilson e Foch a dirigere le loro divisioni in Italia.
Alla fine si decise che i generali Wilson e Foch avrebbero proceduto subito con Bissolati al quartier generale di Padova per conferire col generale Diaz riguardo alla situazione attuale, per poi muovere le sei divisioni alleate verso i punti più pericolosi. Dopodiché entrarono i generali Wilson, Foch e Robertson, che ricevettero queste comunicazioni. La conferenza era conclusa.
Durante la conferenza, secondo il resoconto, il re apparve sereno e affermò che avrebbe continuato a fare del suo meglio per la vittoria alleata e che, in passato, si sarebbe potuto tener maggior conto del fronte italiano che, ora, assumeva grande importanza per il futuro; infine espresse la sua gratitudine agli Alleati per il loro appoggio in questo frangente.

### Il resoconto
Il resoconto dell'incontro è basato su quanto il generale Jan Smuts disse in seguito a Maurice Hankey, già segretario inglese della Conferenza di Rapallo: quanto raccolto da Hankey fu in seguito pubblicato per intero nelle memorie di Lloyd George e di Luigi Aldrovandi Marescotti, diplomatico italiano facente parte del gabinetto di Orlando e Sonnino; quest'ultimo confermò l'esattezza di quanto scritto nel resoconto di Hankey, a parte una frase del re.
Visto che dal resoconto di Hankey non risulta che Painlevé abbia mai parlato, il che è decisamente strano, Aldrovandi ipotizza che Smuts, non sapendo bene il francese, abbia avuto difficoltà a capire quanto detto da Painlevé, che parlava soltanto francese, e che pertanto non abbia riportato le sue parole, non essendo sicuro del loro esatto significato.